# 서아프리카 요리

서아프리카

서아프리카 요리(西Africa 料理)는 아프리카 요리의 한 갈래로, 서아프리카 지역의 요리들을 포함한다.

## 분류
서아프리카 요리에 속하는 요리는 다음과 같다.
- 가나 요리
- 감비아 요리
- 기니 요리
- 기니비사우 요리
- 나이지리아 요리
- 니제르 요리
- 라이베리아 요리
- 말리 요리
- 모리타니 요리
- 베냉 요리
- 부르키나파소 요리
- 세네갈 요리
- 시에라리온 요리
- 카보베르데 요리
- 코트디부아르 요리
- 토고 요리

## 같이 보기
- 동아프리카 요리
- 북아프리카 요리
- 요루바 요리
- 이그보 요리
- 중앙아프리카 요리
- 하우사 요리